# Weiron Tan
Weiron Tan, né le 3 décembre 1994 à Kuala Lumpur en Malaisie, est un pilote automobile malaisien. Il participe au Championnat du monde d'endurance FIA pour l'écurie chinoise Jackie Chan DC Racing.

## Palmarès

### 24 Heures du Mans
| Année | Écurie                | Copilotes                   | Voiture         | Classe | Tours | Pos. | Class Pos. |
| ----- | --------------------- | --------------------------- | --------------- | ------ | ----- | ---- | ---------- |
| 2018  | Jackie Chan DC Racing | Jazeman Jaafar Nabil Jeffri | Oreca 07-Gibson | LMP2   | 361   | 8e   | 4e         |

### Championnat du monde d'endurance
| Année     | Écurie                | Classe | Voiture  | Moteur                      | 1               | 2               | 3               | 4               | 5                | 6     | 7   | 8   | Position | Points |
| --------- | --------------------- | ------ | -------- | --------------------------- | --------------- | --------------- | --------------- | --------------- | ---------------- | ----- | --- | --- | -------- | ------ |
| 2018-2019 | Jackie Chan DC Racing | LMP2   | Oreca 07 | Nissan VK45DE 4,5 l V8 Atmo | SPA gén:9 cls:4 | LMS gén:8 cls:4 | SIL gén:5 cls:2 | FUJ gén:6 cls:1 | SHA gén:24 cls:4 | SEB 3 | SPA | LMS | 3e       | 98     |

### Asian Le Mans Series
| Année     | Ecurie                       | Châssis      | Moteur                      | Classe | 1       | 2                | 3                | 4                | Position | Points |
| --------- | ---------------------------- | ------------ | --------------------------- | ------ | ------- | ---------------- | ---------------- | ---------------- | -------- | ------ |
| 2016-2017 | Aylezo Ecotint Racing        | Ginetta LMP3 | Nissan VK50VE 5.0 L V8 Atmo | LMP3   | ZHU Nc. | FUJ gén:21 cls:6 | THA gén:22 cls:8 | SEP gén:14 cls:4 | 7e       | 24     |
| 2017-2018 | Jackie Chan DC Racing X Jota | Oreca 05     | Nissan VK45DE 4.5 L V8 Atmo | LMP2   | ZHU     | FUJ              | THA gén:1 cls:1  | SEP gén:9 cls:4  | 5e       | 35     |
| 2018-2019 | Jackie Chan DC Racing X Jota | Oreca 05     | Nissan VK45DE 4.5 L V8 Atmo | LMP2   | SHA Nc. | FUJ              | THA              | SEP              |          |        |